# Cuisine albanaise
La cuisine albanaise, comme dans la plupart des nations méditerranéennes et des Balkans, a été fortement influencée par la longue histoire du pays. À différents moments, le territoire de l'Albanie a été occupé par la Grèce, l'Italie et l'Empire ottoman, et chaque groupe a laissé sa marque sur la cuisine. Le repas principal des albanais est le déjeuner, il est habituellement accompagné d'une salade de légumes, comme des tomates, des concombres, des poivrons verts, et des olives avec de l'huile d'olive, du vinaigre et du sel. Le déjeuner inclut également un plat principal, des légumes et de la viande. Les spécialités de fruits de mer sont également communes dans les secteurs côtiers de Durrës, Vlorë et Sarandë.

## Conservation et cuisson
Parmi les techniques de préparation et de conservation utilisées : le saumurage (poissons, fromages, viandes), la fermentation lactique, la macération, le malossol, le fumage, le séchage.
Les modes de cuisson sont variés : mijotage, braisage, rôtissage, grillade. réduction, cuisson à l'étouffée, bouillon...

## Plats albanais

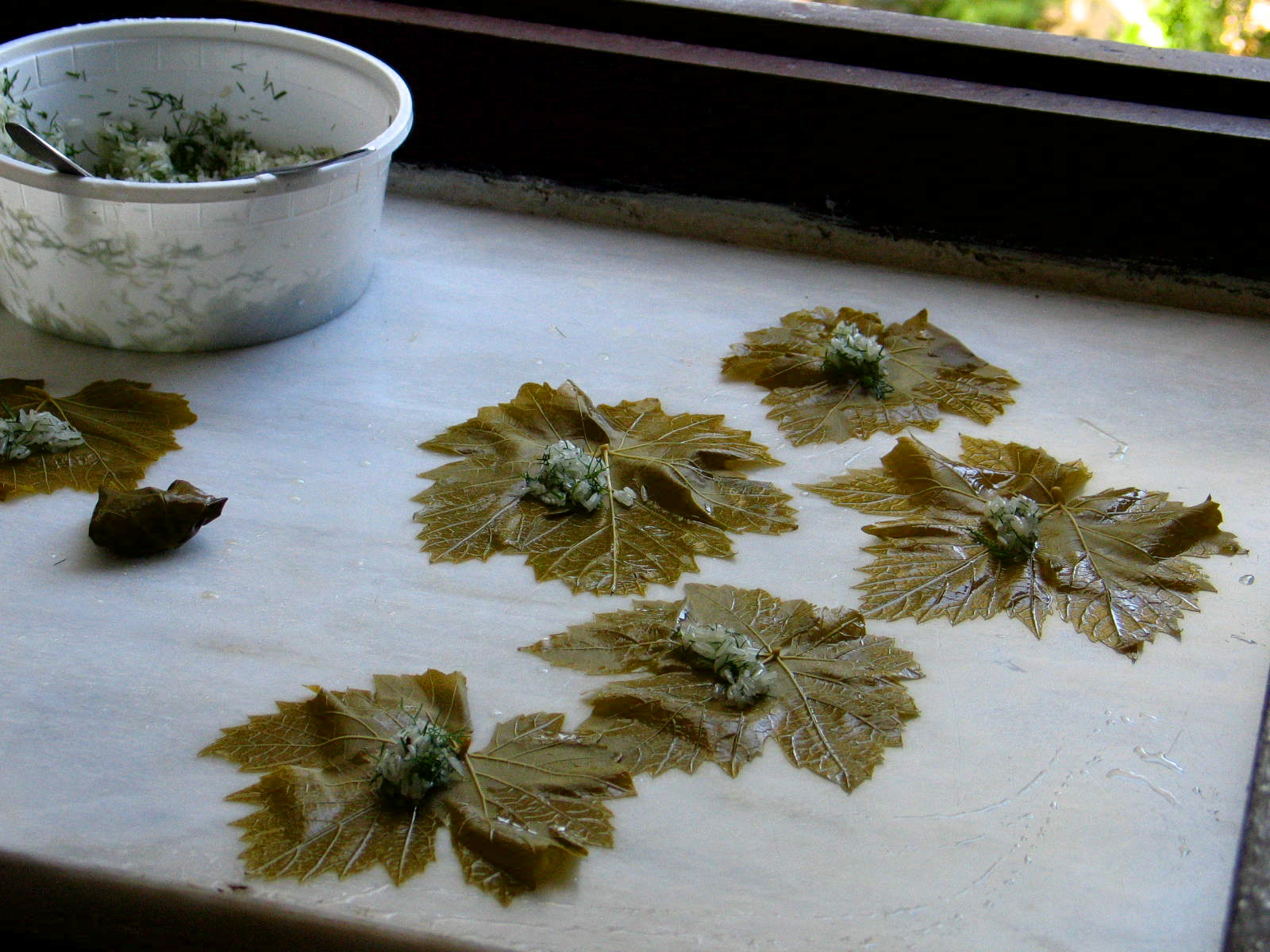
Préparation des Sarmas.

### Entrées
- Foies de volaille
- Entrés d'aubergines
- Sarma (feuilles de vigne fourrés avec du riz)
- Japrakë : feuilles de vigne fourrés avec de la viande et du riz

### Salades

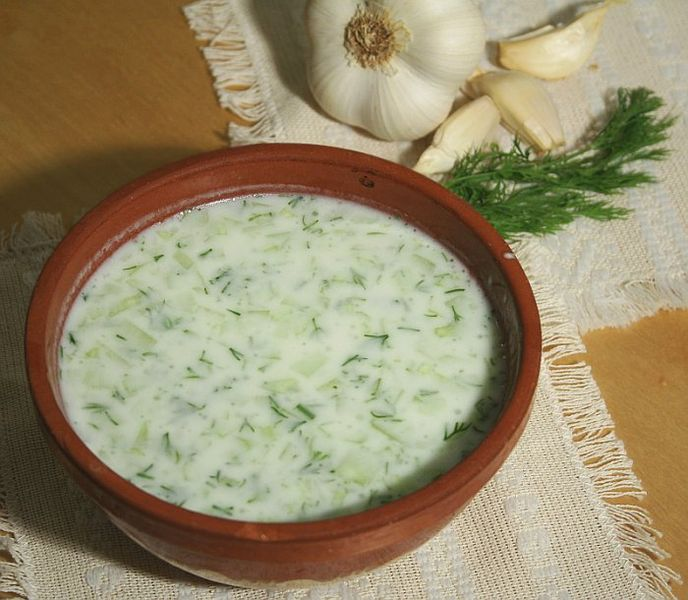
Le tarator, une soupe de concombre et de yaourt froide, populaire en été.

- Salade de pommes de terre albanaise
- Salade sautée albanaise
- Salade de haricots secs
- Salade de choux
- Salade de tomates et de poivrons

### Soupes
- Soupe de haricots Jahni
- Soupe de pommes de terre et de choux
- Soupe aux citrons
- Tarator

### Poisson
- Truite aux oignons et à la tomates cuite au four
- Poisson à l'ail et à l'huile d'olive au four

### Viande

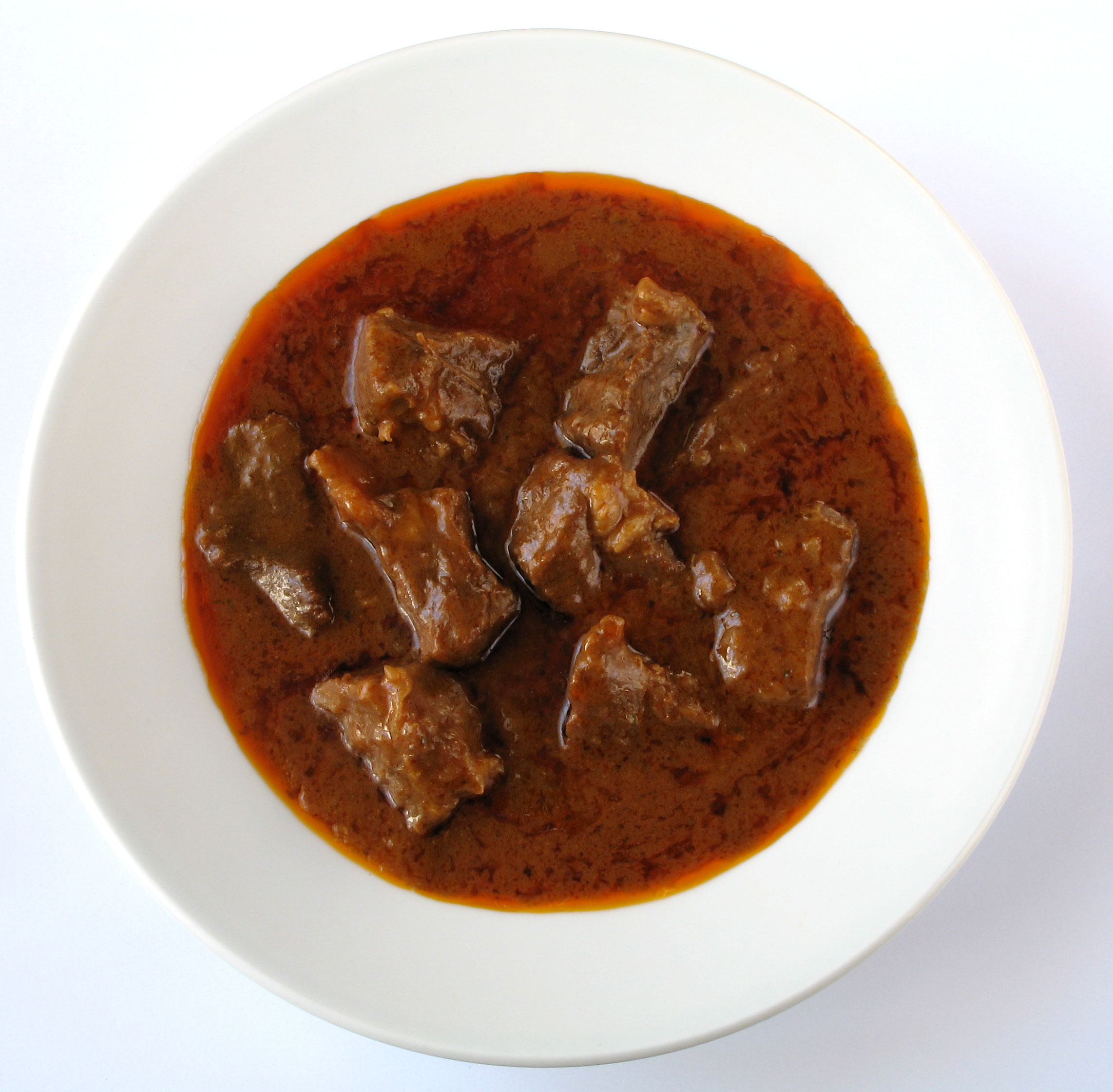
Plat de goulash.

- Tave kosi Elbasani : Agneau et yaourt au four
- Veau ou poulet d'Elli aux noix
- Fërgesë de Tirana au veau
- Boules de viande frites
- Korce kolloface
- Veau avec de très larges haricots lima
- Goulash
- Pasul kosovar
- Qebapa
- Pleskavica
- Escalope "Skenderberg"

### Légumes
- Poireau au four
- Fërgesë de Tirana au poivrons
- Poivrons farcis au riz, à la viande et au légumes
- Aubergines farcies au fromage

### Tourte albanaise

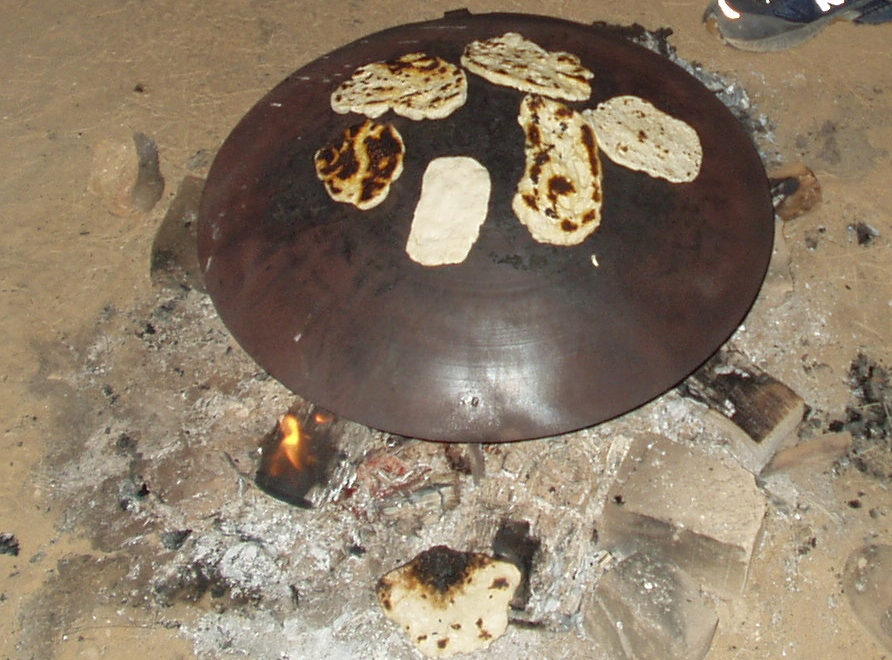
Pita frit sur un feu extérieur.

- Burek (Tourte de légumes albanaise)
- Flia (Un plat traditionnel à base de pate préparé en Albanie et au Kosovo.
- Lakror me miell misri (type de byrek avec de la farine de maïs)

### Pain
- Pain pita

### Desserts

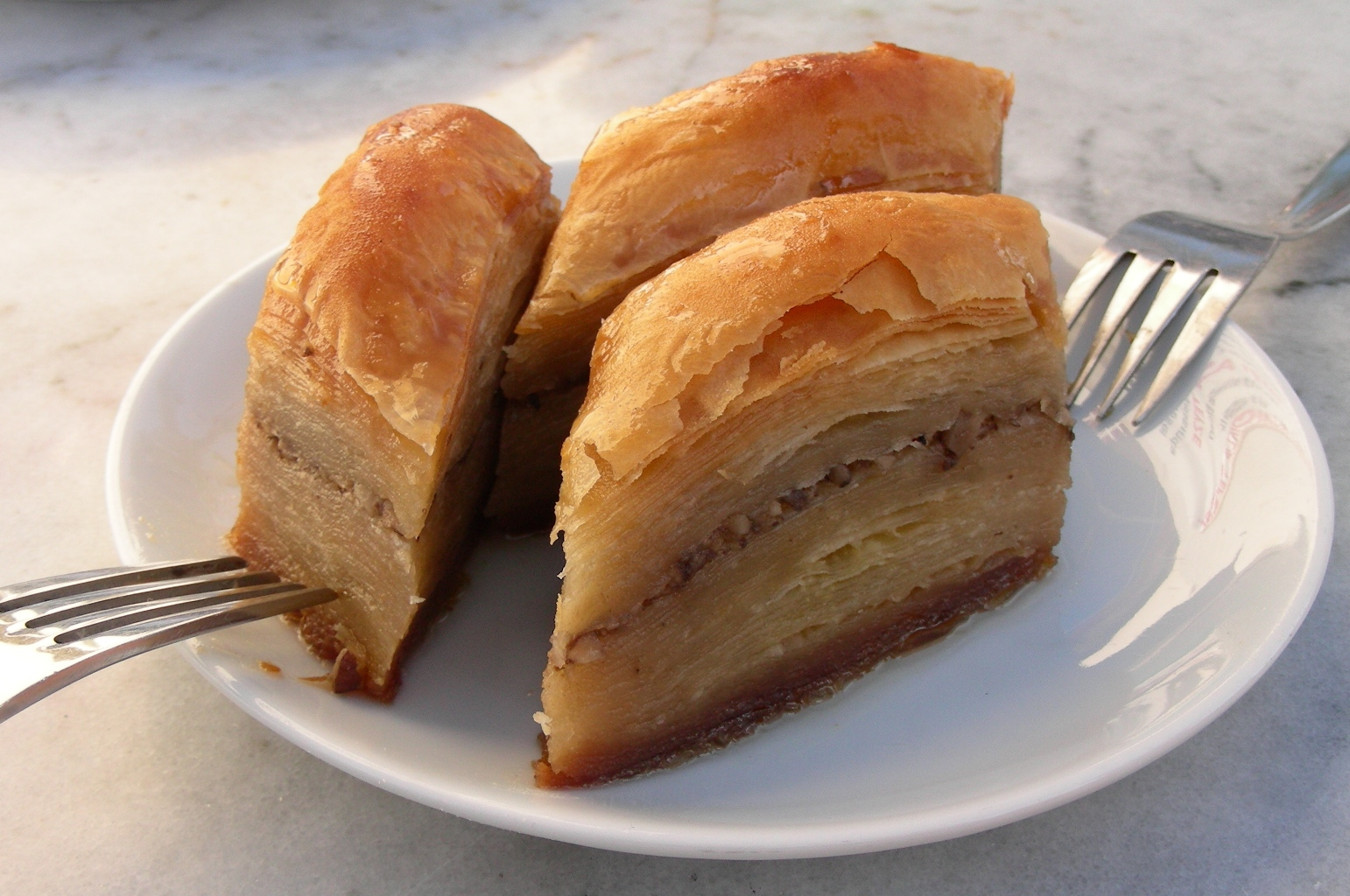
Les baklavas sont préparées sur de larges plateaux puis coupés dans différentes formes.

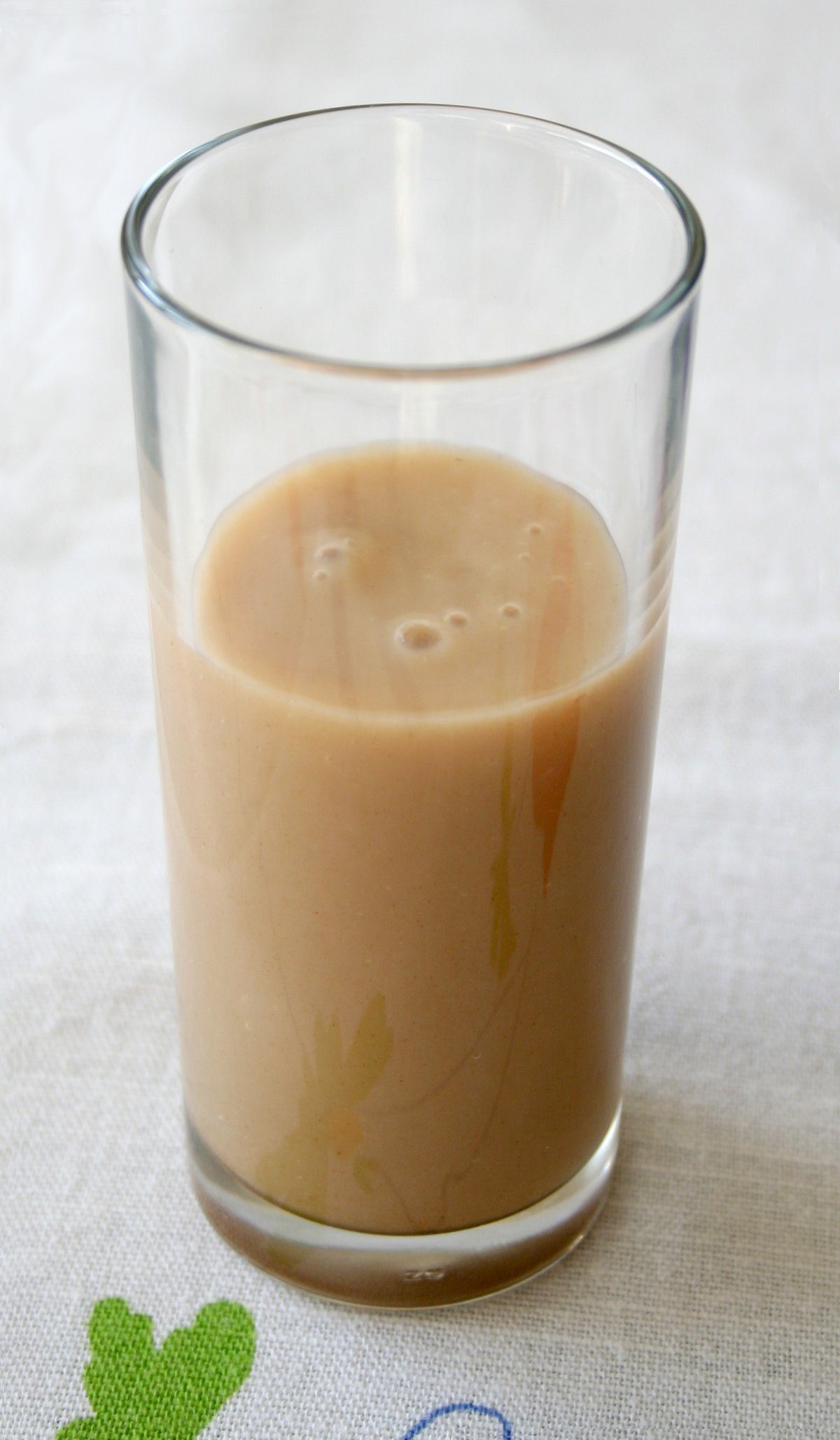
Un verre de boza.

Les desserts les plus communs d'Albanie sont faits dans tous les Balkans.
- Halva
- Hasude
- Loukoum
- Kadaif
- Muhalebi
- Revani
- Tambëloriz/ Sultjash
- Panespanjë
- Qumẽshtor
- Bakllava
- Sheqerpare
- Kek
- Shendetlie (me mjalte)
- Gurabie
- Krem karamele
- Trileqe

### Boissons
L'eau minérale est l'une des boissons non alcoolisées préférées des Albanais, avec les sodas. Certaines boissons sont produites localement, d'autres sont importées.
- Eau minérale et eau gazeuse
- Lait
- Jus de fruits et boissons non alcolisées variés
- Babeurre albanais
- Boza, boisson fermentée (habituellement moins d'1 degré d'alcool) à base de maïs et de blé.
- Raki, eau-de-vie de raisin ou de fruits
- Café turc
- Bière (Birra Korça)
- Deztyui (boisson fermentée et fraiche).